# Yubaatar zhongyuanensis
Lo yubaatar (Yubaatar zhongyuanensis) è un mammifero estinto, appartenente ai multitubercolati. Visse nel Cretaceo superiore (Maastrichtiano, circa 70 - 65 milioni di anni fa) e i suoi resti fossili sono stati ritrovati in Asia (Cina).

## Descrizione
Questo animale doveva essere vagamente simile a un castoro, ma la taglia doveva essere di molto inferiore. Nonostante le ridotte dimensioni, questo animale è il più grande tra i multitubercolati noti del Mesozoico. Yubaatar era dotato di un cranio largo e corto, con molari dotati di file di creste quasi identiche in altezza. Come in tutti i multitubercolati, vi era una singola coppia di incisivi inferiori molto grandi. 

## Classificazione
Yubaatar zhongyuanensis venne descritto per la prima volta nel 2015, sulla base di un fossile quasi completo e articolato, ritrovato nella formazione Qiupa nella contea di Luanchuan (Provincia di Henan, Cina). Questo animale apparteva ai multitubercolati, un grande gruppo di mammiferi apparsi durante il Mesozoico e sopravvissuti fino al Cenozoico inoltrato. In particolare, Yubaatar è considerato vicino all'origine del gruppo dei Taeniolabidoidea, o forse una forma basale del gruppo. 

## Paleobiologia
Yubaatar è noto per un esemplare che mostra alcune caratteristiche interessanti precedentemente sconosciute nei multituberculati, come la prima prova di una sostituzione dell'ultimo premolare superiore e un caso paleopatologico unico nei mammiferi del Mesozoico, in cui l'animale con una tibia destra gravemente spezzata è potuto guarire e sopravvivere in condizioni naturali.